# L'ultima chance
L'ultima chance è un film del 1973 diretto da Maurizio Lucidi.

## Trama
Floyd Gambino, condannato per il furto di un'auto, esce di prigione dopo aver scontato 5 mesi. Il suo capo Joe Malcomb gli propone un colpo a una gioielleria, e Floyd accetta subito. Il furto riesce, ma si lascia dietro la morte di un cliente della gioielleria. Floyd si nasconde in un motel, ma viene derubato da Michelle, moglie del proprietario, che prende la refurtiva.